# Aristida dewinteri
Aristida dewinteri är en gräsart som beskrevs av Giess. Aristida dewinteri ingår i släktet Aristida och familjen gräs.
Artens utbredningsområde är Namibia. Inga underarter finns listade i Catalogue of Life.